# Le Loup et le Lion
Pour le film, voir Le Loup et le Lion (film).
Ne doit pas être confondu avec Le Loup et l'Agneau ou Le Lis et le Lion.
Le Loup et le Lion (The Wolf and the Lion) est le cinquième épisode de la saison 1 du Trône de fer, série télévisée américaine de fantasy, diffusée en primeur le 15 mai 2011 sur HBO. Il a été écrit par les créateurs de la série et producteurs exécutifs David Benioff et D. B. Weiss et réalisé par Brian Kirk.

## Signification du titre
Le Loup est l'emblème des Stark, tandis que le Lion est celui des Lannister.

## Résumé

### Dans le Val des Eyriés
Catelyn Stark mène Tyrion Lannister vers la demeure de sa sœur pour qu'il y soit jugé. Cependant, une attaque des hommes des clans des montagnes met à mal l'escorte de la dame de Winterfell et à un moment critique, elle est forcée de le libérer pour qu'il se défende. Après avoir tué un assaillant de Lady Stark à coups de bouclier, il sympathise avec Bronn, un mercenaire qui était de passage à l'auberge des Carrefours. Une fois arrivés aux Eyriés, tous constatent que la veuve de Jon Arryn sombre dans la folie et la peur de la maison Lannister ; elle accepte cependant de mener le procès pour son fils de huit ans qu'elle allaite encore et fait enfermer Tyrion dans une des "Geôles Célestes", une cellule taillée dans la muraille de la forteresse donnant directement sur le vide.

### À Winterfell
Bran suit des leçons de géopolitique avec le maestre Luwin mais s'ennuie fermement et désespère de jamais plus pouvoir tirer à l'arc. Après que Luwin lui ait assuré que si la selle de Tyrion fonctionne bien, il pourra tirer à l'arc à cheval, comme les jeunes Dothrakis apprennent à le faire en bas âge, il finit par avouer que c'est l'absence de sa mère qui le pèse le plus. Le maestre tente de lui expliquer sans trop de détails l'importance du voyage de sa mère mais ne parvint pas à apaiser sa frustration.

### À Port-Réal
Dans la capitale, le tournoi en l'honneur d'Eddard continue, et laisse exploser la brutalité de Gregor Clegane. Mais Eddard Stark découvre en partie les secrets de la mort de son prédécesseur par Varys : il est mort empoisonné, vraisemblablement par son écuyer, adoubé depuis, mais mort dans le tournoi qui vient d'avoir lieu.
Arya, qui poursuivait un chat et qui s'est perdue dans le château, surprend une conversation secrète entre Illyrio et Varys dans les oubliettes à propos de la guerre prochaine contre les Dothraki. En effet, la nouvelle de la grossesse de Daenerys est arrivée aux oreilles du conseil, et le roi Robert veut frapper fort en tuant la princesse et l'enfant qu'elle porte. Eddard refuse de cautionner cet acte et démissionne de son poste.
Il continue cependant d'enquêter sur les derniers actes de Jon Arryn en retrouvant un autre enfant naturel du roi dans l'une des maisons closes de Littlefinger. À la sortie, il se fait attaquer par Jaime Lannister, qui fait massacrer son escorte et le provoque en duel en raison de la capture de son frère par Catelyn ; tous les soldats d'Eddard sont tués, Eddard est lui-même blessé à la cuisse durant le combat par un des gardes des Lannister.